# 特定非常災害の被害者の権利利益の保全等を図るための特別措置に関する法律
特定非常災害の被害者の権利利益の保全等を図るための特別措置に関する法律（とくていひじょうさいがいのひがいしゃのけんりりえきのほぜんとうをはかるためのとくべつそちにかんするほうりつ、平成8年6月14日法律第85号）は、大規模な災害が発生した場合に、被害者の権利利益の保全等を図るための特別措置に関する日本の法律である。略して特定非常災害特別措置法とも呼ばれる。
法令番号は平成8年法律第85号、1996年（平成8年）6月14日に公布された。

## 経緯
阪神・淡路大震災に対応するために立法された行政上の権利利益の満了日の延長等の特別措置を、政令で定めることとすることにより、将来の大規模災害発生時に迅速に発動できるよう制度化したものである。1996年（平成8年）6月7日に成立し、同年6月14日に施行された。

## 概要
以下の措置を講ずることが特に必要と認められるような、著しく異常かつ激甚な非常災害が発生した場合には、当該非常災害を「特定非常災害」として政令で指定するものと定めている。また、政令には災害が発生した日を「特定非常災害発生日」として定めるものとしている（第2条）。具体的にどの権利利益等について延長措置を講じるかについては、各省庁が告示により指定する。
- 行政上の権利利益に係る満了日の延長（第3条）
- 期限内に履行されなかった義務に係る免責（第4条）
- 債務超過を理由とする法人の破産手続開始の決定の特例（第5条）
- 民事調停法による調停の申立ての手数料の特例（第6条）
- 建築基準法による応急仮設住宅の存続期間の特例（第7条）
- 景観法による応急仮設住宅の存続期間の特例（第8条）

## 適用された災害
2024年（令和6年）1月までに、本法律が適用された災害は8例ある。以下は各災害を特定非常災害に指定した政令の題名。
- 阪神・淡路大震災についての特定非常災害の指定及びこれに対し適用すべき措置の指定に関する政令（平成8年政令第352号）[3]
- 平成十六年新潟県中越地震による災害についての特定非常災害及びこれに対し適用すべき措置の指定に関する政令（平成16年政令第355号） 原文[1][4]
- 東日本大震災による災害についての特定非常災害及びこれに対し適用すべき措置の指定に関する政令（平成23年政令第19号） 原文[5][6]
- 平成二十八年熊本地震による災害についての特定非常災害及びこれに対し適用すべき措置の指定に関する政令（平成28年政令第213号） 原文[7]
- 平成三十年七月豪雨による災害についての特定非常災害及びこれに対し適用すべき措置の指定に関する政令（平成30年政令第211号） 原文[8]
- 令和元年台風第十九号による災害についての特定非常災害及びこれに対し適用すべき措置の指定に関する政令（令和元年政令第129号）[9]。
- 令和二年七月豪雨による災害についての特定非常災害及びこれに対し適用すべき措置の指定に関する政令（令和2年政令第223号）[10]
- 令和六年能登半島地震による災害についての特定非常災害及びこれに対し適用すべき措置の指定に関する政令（令和6年政令第5号）[11]

制定以来、基本的には地震による災害が指定されてきたが、豪雨災害を対象として平成30年7月豪雨と令和元年東日本台風（台風19号）及び令和2年7月豪雨が指定されている。

## 構成
- 第1条（趣旨）
- 第2条（特定非常災害及びこれに対し適用すべき措置の指定）
- 第3条（行政上の権利利益に係る満了日の延長に関する措置）
- 第4条（期限内に履行されなかった義務に係る免責に関する措置）
- 第5条（債務超過を理由とする法人の破産手続開始の決定の特例に関する措置）
- 第6条（相続の承認又は放棄をすべき期間の特例に関する措置）
- 第7条（民事調停法による調停の申立ての手数料の特例に関する措置）
- 第8条（建築基準法による応急仮設住宅の存続期間の特例に関する措置）
- 第9条（景観法による応急仮設住宅の存続期間の特例に関する措置）